# رايموندو فرنانديز فيلافيردي
الدون رايموندو فرنانديز فيلافيردي ماركيز روزو روبيو. (20 يناير 1848 – 15 يوليو 1905) كان رئيسا لوزراء إسبانيا مرتين في عهد ألفونسو الثالث عشر.
ولد فيلافيردي في مدريد وتخرج وهو بسن 21 من الجامعة المركزية بمدريد تخصص القانون. وقد أضحى لاحقا مدرسا فيها بعد استلامه من نفس الجامعة شهادة الدكتوراه في الفلسفة.
التحق بحزب المحافظين وانتخب بالبرلمان الإسباني سنة 1872 عن بلدية كالداس دي رييس. وفي 31 مارس 1884 عين حاكم مدني لمدريد.
وقد استلم فيلافيردي منذ 1880 حتى وفاته سنة 1905 عدة وزارات حكومية مثل المالية والعدل والداخلية. وأصبح رئيسا للبرلمان. وأصبح أيضا رئيسا للوزراء مرتين.
ويرجع إليه الفضل في الإصلاحات الاقتصادية التي جرت في 1899 و1900 والتي ضمنت استقرار اقتصاد اسبانيا بعد فقدان آخر مستعمراتها في الأمريكتين والمحيط الهادئ.